# 中驿站
中驿站位于中華人民共和國湖北省黄冈市麻城市，附属于麻城车务段。本站不办理客运。该站也负责为大别山电厂提供电煤。